# Dewoitine D.338
El Dewoitine D.338 era un monoplano trimotor de línea francés de la década de 1930 con capacidad de entre 12 a 22 pasajeros (según el tipo de trayecto), construido por la firma Dewoitine.

## Historia, diseño y desarrollo
En 1934 la línea aérea belga SABENA encargó a la compañía Société Aéronautique Française (Avions Dewoitine) SAF, un avión para su ruta al Congo Belga. La firma Dewoitine respondió con lo que debería haber sido el D.335B, que era una versión ampliada del único Dewoitine D.332 Emeraude, un trimotor con capacidad para ocho pasajeros. Pero tras el accidente de este último en enero de 1934, se revisa el diseño del nuevo avión: se fortalece la resistencia estructural y se convierte en el D.338. Este rediseño, sin embargo, dio lugar a retrasos significativos en el proyecto, y SABENA canceló su orden. Sin embargo, el ensamblaje del prototipo estaba muy avanzado por lo que se decidió continuar la construcción, con la esperanza de atraer la atención de Air France.

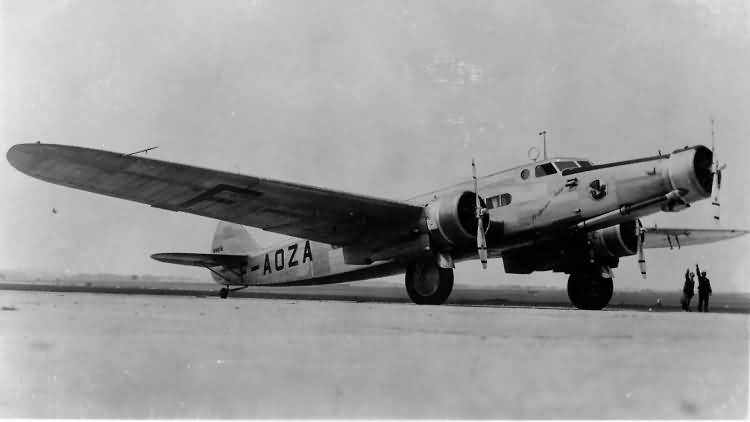
Prototipo Dewoitine D.338 F-AOZA Clemence Isaure

El prototipo, registrado F-AOZA, y nombrado Clemence Isaure realizó su primer vuelo el 9 de agosto de 1935, impulsado por motores radiales Hispano-Suiza 9V de 660 hp. La inestabilidad longitudinal, estando este defecto principalmente relacionado con la sección rectangular plana del fuselaje, interrumpieron rápidamente las pruebas, por lo que se llevaron a cabo múltiples ensayos con un modelo a escala 1/25 en el túnel de viento, para determinar las mejores combinaciones entre los accesorios de ala Karman y los empenajes. Se analizaron varios empenajes antes de encontrar una solución satisfactoria. Los vuelos de prueba se reanudaron a fines de 1935, con el reemplazo de las hélices de paso fijo Levasseur , por las de paso variable Hispano-Suiza (licencia Hamilton Standard).
Air France se interesó por la aeronave y adquirió el prototipo en mayo de 1936. Esta compañía realizó varios pedidos entre 1936 y 1938, por un total de 28 D. 338. El último avión (F-ARIH, Ville de Karachi ), fue entregado a Air France el 18 de julio de 1939. El Ministerio del Aire también ordenó 10 unidades, de las cuales solo dos fueron entregadas.

## Descripción
El Dewoitine D.338 era un trimotor comercial con tren de aterrizaje triciclo y como de costumbre en los productos de la firma, era de construcción totalmente metálica, y su ala, monolargero, tenía una alta elongación: 8,87. Los empenajes horizontales fueron contrarrestados por dos mástiles perfilados, y soportaron dos pequeñas desviaciones verticales (llamadas "orejas de cerdo") destinadas a mejorar la estabilidad, que siempre fue un punto problemático en este aparato.
El fuselaje era de sección rectangular aplanada, para acomodar a tres pasajeros en el frente. La tripulación varió desde 3 tripulantes (2 pilotos y un operador de radio) en la red europea y hasta cuatro (con un ingeniero de vuelo) en las rutas de larga distancia. El número de pasajeros también variaba según la versión: 22 pasajeros para la red europea (con un alcance máximo de 800 km), 15 pasajeros en la ruta Toulouse-Dakar (rango 1500 km) y en la línea del Lejano Oriente con doce asientos de lujo de los que seis podían convertirse en literas. La comodidad de los pasajeros fue particularmente buena, con buen aislamiento acústico y una eficiente calefacción.
El engranaje principal del tren de aterrizaje se ocultaba en las góndolas del motor. Sin embargo, una parte de la rueda permaneció fuera, a fin de limitar el daño a la célula en caso de aterrizaje de emergencia. La rueda de cola, direccional, quedó fija. 
Estaba impulsado por tres motores radiales de 9 cilindros Hispano-Suiza 9V16/17 (9V16 motores centro y babor, 9V17 estribor) de una sola estrella -dos modelos idénticos pero que giraban en direcciones opuestas- Esta versión entregaba 710 hp al despegue en sobrepresión (870 mmHg), y 670 hp a 500 m. con hélices metálicas de dos palas de paso variable Hispano-Suiza (licencia Hamilton Standard). El combustible estaba almacenado en 4 tanques de ala con un total de 3360 l (1080 y 600 l respectivamente en cada ala), así como un tanque central de 170 l de gasolina etilada, que se utilizaba principalmente para arrancar los motores.

## Historia operacional

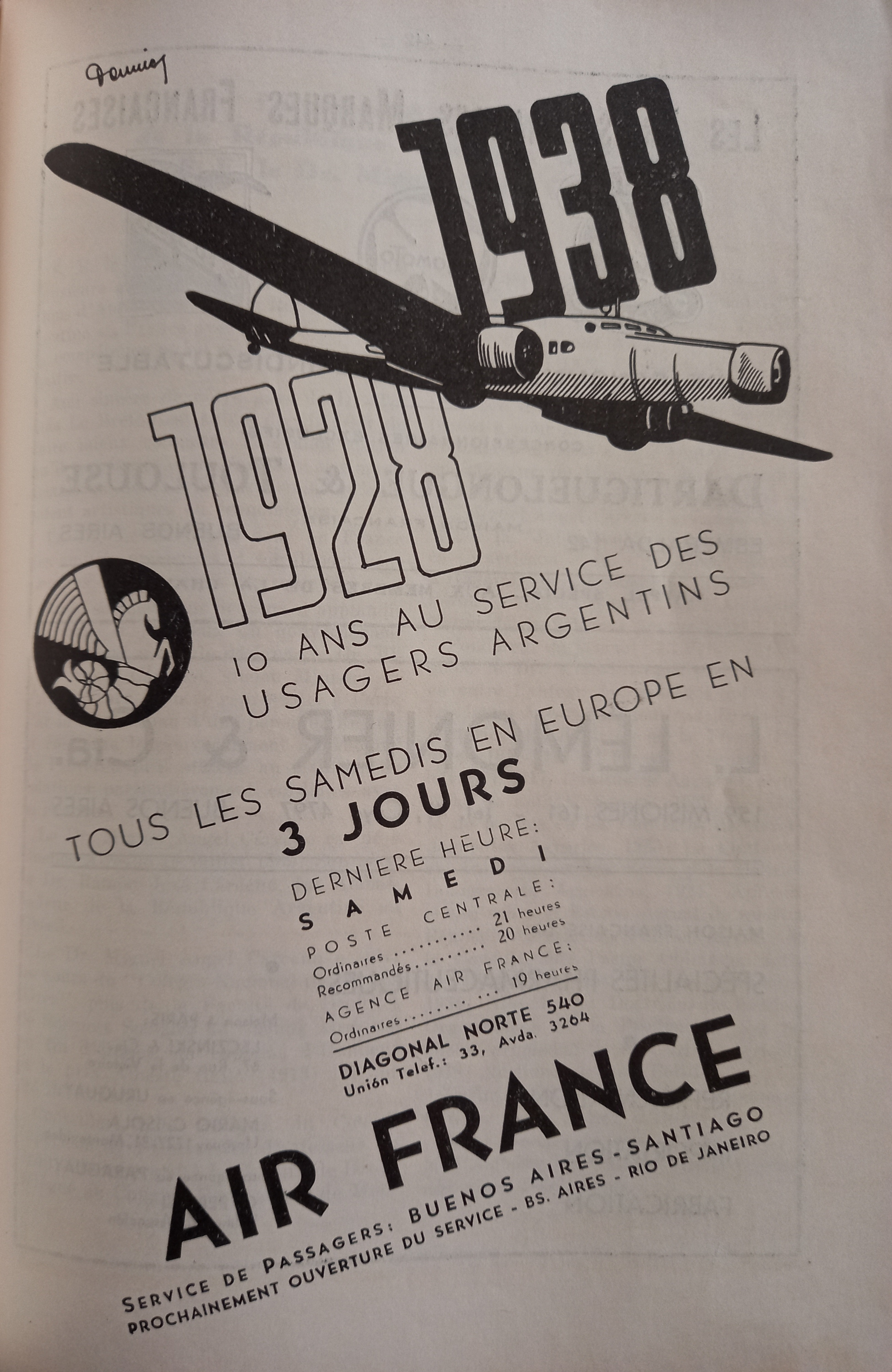
Propaganda de Air France para viajar a Europa en tres días desde Buenos Aires (julio 1938)

Air France adquirió el prototipo D.338.01 en mayo de 1936, registro F-AOZA, Clémence Isaure. Se utilizó principalmente para vuelos de formación de las primeras tripulaciones. La primera conexión comercial fue un viaje de ida y vuelta París - Marsella, 29 y 30 de junio de 1936. Los servicios regulares, equipados con 22 asientos, comenzaron el 13 de julio de 1936, en la línea Le Bourget - Lyon - Marsella.
En enero de 1938, el D.338 N.º 1 F-AQBA abrió el enlace Francia-Indochina con un vuelo de Marsella - Hanoi, extendido en agosto a Hong Kong por el D.338 N.º 6 F-AQBF.
En marzo de 1939, los D.338 n.º 18 F-AQBR y n.º 20 F-AQBT fueron enviados a Argentina para reemplazar a los D.333 n.º 1 F-ANQB Cassiopée y el n.º 2 F-ANQC Altaïr asignados a la línea Natal-Buenos Aires. Al acordarse el Armisticio del 22 de junio de 1940, las autoridades argentinas, presionadas por el gobierno de los Estados Unidos, incautaron los D.333 y D.338 que estaban almacenados. Los dos D.338 son adquiridos por el Comando de Aviación del Ejército Argentino el 5 de mayo de 1943, y bajo los números T-170 y T-171, son incorporados a la 2.ª Escuadrilla de la Agrupación Transporte con sede en la Base Aérea Militar de El Palomar. Permanecieron en servicio probablemente hasta 1946-1947.
Cuando se declaró la guerra, la Armée de l'air solicitó una docena de D.338 a Air France, para equipar cinco Secciones de Aviones de Largo Recorrido (SALC). Sin uso práctico, muchos de ellos reanudarán poco después sus vuelos comerciales. Después del armisticio, los alemanes permitieron a Air France continuar sus vuelos comerciales; de mayo a julio de 1941, durante la Campaña de Siria y Líbano contra las fuerzas aliadas, dieciocho D.338 de Air France, con tripulaciones civiles, fueron nuevamente requisados por el Ejército del Aire Francés de Vichy para reforzar el WG II / 15 (Grupo de Transporte). Establecerán un puente aéreo entre la Francia metropolitana y su mandato en Siria, con escalas en base ocupadas por los alemanes en Grecia y el Egeo para el transporte de hombres y equipos día y noche.
El 1 de febrero de 1943, Deutsche Luft Hansa AG firmó un contrato de arrendamiento que cubría ocho D.338. Los alemanes, escépticos acerca de las cualidades de vuelo del Dewoitine D.338, querían realizar vuelos de alto rendimiento. El n.º 13 D-AYWT (entonces D-AUAN de Deutsche Luft Hansa) se envía a Berlín el 14 de abril de 1943 para ser presentado en vuelo. Los pilotos franceses realizaron a propósito una demostración poco convincente el 29 de mayo de 1943 para disuadir a los alemanes de usar los Dewoitine. De todos modos, Air France nunca recuperará estos aviones.
Al final de las hostilidades, Air France pudo recuperar la posesión de ocho D.338, que se pusieron nuevamente en servicio en las líneas París - Niza, Túnez - Ajaccio y Marsella - Argel. Debido a que los motores "estaban pasados de horas", se produjeron muchos incidentes, incluidos dos aterrizajes con el vientre en las Islas Baleares en enero y febrero de 1946.

## Variantes
D.342
Un único ejemplar construido en 1939; sus líneas habían sido mejoradas y acomodaba 24 pasajeros; estaba propulsado por radiales Gnome-Rhône 14N de 915 hp; fue matriculado como F-ARIZ y entregado a Air France en 1942.
D.620
Desarrollo del D.338 con motores radiales Gnome et Rhône 11Krsd de 880 hp y capacidad para treinta pasajeros; el único ejemplar construido no llegó a realizar vuelos de línea, y se desconoce su destino.

## Operadores
Francia
- Air France
- Aviación de la Francia de Vichy
- Lignes Aériennes Militaires (LAM)
- Armée de l'air

 Argentina
- Fuerza Aérea Argentina

## Especificaciones técnicas
Referencia datos: The Illustrated Encyclopedia of Aircraft (Part Work 1982-1985)

### Características generales
- Tripulación: 3/4
- Capacidad: 22/15/12
- Longitud: 22,13 m
- Envergadura: 29,38 m
- Altura: 5,57 m
- Superficie alar: 99,00 m²
- Peso vacío: 7905 kg
- Peso máximo al despegue: 11150 kg
- Planta motriz: 3× radial 9 cilindros refrigerados por aire Hispano-Suiza 9V16/V17.
  - Potencia: 515 kW (710 HP; 700 CV) al despegue cada uno.

### Rendimiento
- Velocidad nunca excedida (Vne): 301 km/h
- Velocidad crucero (Vc): 260 km/h
- Alcance: 2060 km
- Techo de vuelo: 4900 m
- Régimen de ascenso: 4000 m en 30 min 34 s

## Aeronaves similares (época y motorización)
- Fokker F.XX
- Ford Trimotor
- Junkers Ju 52
- Savoia-Marchetti S.M.73
- Savoia-Marchetti S.M.75